# Pappireddipatti
Pappireddipatti (o Papireddippatti) è una suddivisione dell'India, classificata come town panchayat, di 8.591 abitanti, situata nel distretto di Dharmapuri, nello stato federato del Tamil Nadu. In base al numero di abitanti la città rientra nella classe V (da 5.000 a 9.999 persone).

## Geografia fisica
La città è situata a 11° 54' 0 N e 78° 22' 0 E e ha un'altitudine di 455 m s.l.m..

## Società

### Evoluzione demografica
Al censimento del 2001 la popolazione di Pappireddipatti assommava a 8.591 persone, delle quali 4.413 maschi e 4.178 femmine. I bambini di età inferiore o uguale ai sei anni assommavano a 922, dei quali 517 maschi e 405 femmine. Infine, coloro che erano in grado di saper almeno leggere e scrivere erano 5.647, dei quali 3.258 maschi e 2.389 femmine.